# Parafia św. Izydora w Topólczy
Parafia św. Izydora w Topólczy – parafia rzymskokatolicka znajdująca się w dekanacie Szczebrzeszyn, w diecezji zamojsko-lubaczowskiej. 
Parafia została erygowana 5 kwietnia 1919 roku dekretem biskupa lubelskiego Mariana Fulmana.
Do parafii należą wierni z następujących miejscowości: Topólcza, Turzyniec, Wywłoczka.
Liczba mieszkańców: 1123.

## Proboszczowie parafii
- ks. Jan Makulec (1919-1928),
- ks. Kazimierz Bobrocki (1928-1931),
- ks. Roman Pachalski (1931-1936),
- ks. Bolesław Bednarski (1936-1945),
- ks. Ignacy Stachurski (1946-1954),
- ks. Józef Kuśmierczyk (1954-1961),
- ks. Jan Maciocha (1961-1986),
- ks. Józef Jasiński (1986-2002),
- ks. Andrzej Stopyra (2002-2007),
- ks. Krzysztof Świta (2007-2016),
- ks. Piotr Nogas (2016-2021),
- ks. Bartłomiej Garczyński (2021-)